# Amon Mwareka
 Amon Mwareka fue un escultor de Zimbabue, nacido el año 1950 en Nyanga y fallecido el año 1992.

## Datos biográficos
Nacido en Nyanga , Mwareka se educó en una misión, y comenzó a modelar arcilla y tallar la madera como un hobby a muy temprana edad. En 1969 fue a trabajar como ayudante de un constructor en Vukutu cuando conoció a Frank McEwen , quien le inspiró a intentar trabajar con la piedra. Pronto se convirtió en miembro de la Escuela Taller (del inglés: Workshop School) y participó en muchas de sus exposiciones en esa época, mostrando por primera vez en 1971 en la Galería Nacional de Zimbabue. En 1978 se trasladó a Milton Park, en Harare , tuvo su primera exposición individual en 1985.
Las esculturas de Mwareka fueron generalmente semi-abstractas, y eran bastante pequeñas. 
Murió en 1992 a la edad de 41 años. 